# Компаньйони
«Компаньйони» — радянський телефільм 1983 року, знятий режисером Едуардом Дмитрієвим на студії «Укртелефільм».

## Сюжет
За однойменною новелою Річарда Хардвіка. Мисливець за акулами Рей купує будинок на березі моря і приїжджає туди разом зі своєю нареченою Кет. Рей запрошує свого давнього друга Ллойда, з яким разом були на війні, стати його компаньйоном. Але Ллойд не цінує турботу друга, адже Кет — його колишня дружина.

## У ролях
- Ігор Костолевський — Рей
- Олександр Філіппенко — Ллойд
- Валентина Якуніна — Кет
- Боб Цимба — автомайстер Джонсон
- Сергій Сілкін — епізод
- Володимир Неяченко — епізод
- С. Саньков — епізод

## Знімальна група
- Режисер — Едуард Дмитрієв
- Сценарист — Георгій Шевченко
- Оператор — Олександр Бузилевич
- Композитор — В'ячеслав Ганелін
- Художник — Тетяна Філатова